# Methoxid lithný
Methoxid lithný (také methanolát lithný) je organická sloučenina, lithná sůl methanolu. Na rozdíl od vyšších lithných alkoxidů má silně iontovou vazbu. Jeho rozpustnost v běžných polárních aprotických rozpouštědlech je nízká, je ovšem dobře rozpustný v methanolu a komerčně dostupný jako 10% methanolový roztok. Je vysoce hořlavý, po zapálení hoří purpurovým plamenem